# Meåforsen
Meåforsen är ett naturreservat i Sollefteå kommun i Västernorrlands län.
Området är naturskyddat sedan 1993 och är 55 hektar stort. Reservatet omfattar en outbyggd forssträcka i Faxälven  med stränder och Gideåns nedre lopp och mynningsområde med strandområden på vardera sidan.